# Maria Rispoli
Maria Rispoli (* 4. Oktober 1974, Italien) ist eine italienische Klassische Archäologin. Sie ist in Pompeji tätig.

## Wissenschaftlicher und beruflicher Werdegang
Nach dem Abitur (1988–1993) am Liceo Classico Plinio Seniore, Castellammare di Stabia (Neapel) studierte Maria Rispoli ab 1995 bis 2002 Klassischen Philologie mit Schwerpunkt Archäologie und von 2003 bis 2005 die Spezialisierung in Archäologie an der Universität Neapel Federico II. Ihre Abschlussarbeit behandelte das Thema Organisation von Raum und Bestattungsritual in der Nekropole der Dreifaltigkeit in Piano di Sorrento (Abschlussnote: 70/70). An der Business School der Privatuniversität Libera Università Internazionale degli Studi Sociali in Rom erlangte sie darüber hinaus einen Master-Abschluss in Cultural Heritage Management (2009–2010). Noch während ihres Studiums der Archäologie wurde sie Mutter einer Tochter.
Nach ihrem Studium war sie an der Universität von Kampanien sowie der Soprintendenza von Kampanien tätig und an einem Projekt des Kulturministeriums zur Restaurierung der Bronzestatuen von Riace beteiligt. Ab 2010 war sie an der Ausarbeitung von Partnerschaften aus der Wirtschaft und dem staatlichen Kultursektor beteiligt. Im Jahr 2011 kuratierte sie die Ausstellung der archäologischen Sammlung der Assicurazioni Generali an der Piazza Venezia in Rom und war danach bis 2018 die Leiterin der Sammlung. Zum Februar 2019 wechselte sie als Archäologin zum italienischen Kulturministerium, von wo sie seit Mitte Mai 2020 an den Parco Archeologico di Pompei überstellt wurde. In Pompeji ist Rispoli eine der fünf unter dem Direktor Gabriel Zuchtriegel eine Abteilung leitenden Archäologen. Sie ist, zum Teil in Verbindung mit einem oder einer ihren Kollegen, für die Regionen III, IV und V der Stadt, die Extra moenia – die unmittelbaren Stätten vor den Mauern der antiken Stadt – sowie die Reggia di Quisisana zuständig. Zudem leitet sie als Chief development officer das Development Office der UNESCO-Welterbe-Stätte und ist Leiterin des Fundraising Office und des Unesco Office.

## Veröffentlichungen (Auswahl)
- Una tomba a ricettacolo dalla necropoli di Trinità a Piano di Sorrento. In: Oebalus. Studi sulla Campania nell'Anitchità. 8, 2013, S. 121–145.
- Le recenti indagini archeologiche presso il quartiere marittimo di villa Nicolini a Sant’Agnello, in: Oebalus. Studi sulla Campania nell’Antichità 11, 2016, S. 179–221.
- Gli scavi di Giuseppe Gatti per la costruzione del Palazzo delle Assicurazioni Generali in Piazza Venezia a Roma, in: Mitteilungen des Deutschen Archäologischen Instituts, Römische Abteilung. 122, 2016, S. 123–170.
- mit Gabriel Zuchtriegel (Hrsg.): Villa dei Misteri. Arte’m, Neapel 2024, ISBN 978-88-569-0991-3.

## Ehrungen und Auszeichnungen
- 12.2022: Preis „Frauen für die Kultur“, verliehen von der Associazione Culturale Palma Cappuro, Kategorie: Archäologie und Kulturgüter.
- 07.2021: Rosso di Stabia – Preis für Exzellenz in Stabiae, verliehen von der Associazione Rosso di Stabia, Kategorie: Wissenschaft und Kultur.

## Privates
Maria Rispoli ist aufgewachsen in Castellammare di Stabia, einer Kleinstadt südlich von Neapel. Mit 19 Jahren erlebte sie ein prägendes Ereignis: Sie wurde während eines Banküberfalls als Geisel genommen und mit einer Pistole an ihrer Schläfe 19 Minuten lang bedroht. Der Geiselnehmer wurde von der Polizei erschossen und in dem nachfolgenden Schusswechsel zwischen den übrigen Bankräubern und der Polizei überlebte sie nur durch Glück.